# T1
T1 é um método de transmissão digital para multiplexar canais de voz ou de dados em um par de fios. É o método padrão de interconexão de centrais telefônicas, nos Estados Unidos e Japão. Nos demais países usa-se o E1. 
Usando uma técnica chamada Multiplexação por Divisão do Tempo (TDM), o T1 distribui voz e/ou dados de LAN em subcanais DS0. O benefício primário do T1, é a largura de banda - 1,544 Mbps - disponível em 24 subcanais DS0, facilmente alocados, de 64 Kbps. O T1 envia dados em quadros (frames), compostos de 24 palavras de 8 bits (uma palavra para cada subcanal), e um bit de framing, compondo um total de 193 bits por quadro. Um canal T1 transmite 8 000 quadros por segundo. Os bits de framing em quadros sucessivos, seguem o padrão para um formato de superquadro (superframe). O Channel Bank T1, verifica esse padrão para garantir que a sincronização seja mantida. 